# Nascar Xfinity Series

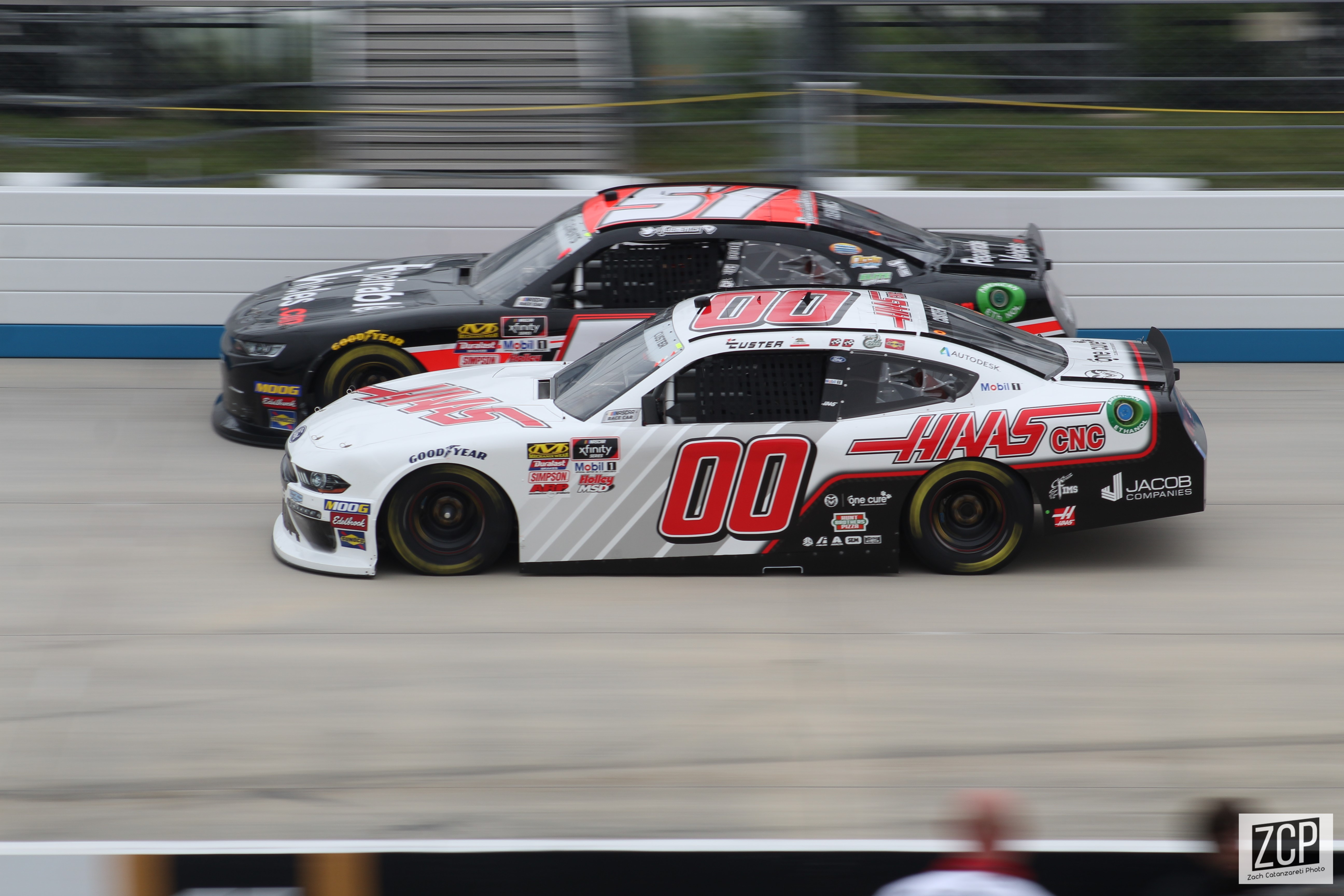
Cole Custers Ford Mustang 2019.

Nascar Xfinity Series, är en stock-car-serie som ägs och administreras av National Association for Stock Car Auto Racing.
Nascar Xfinity Series körs oftast i samband med huvudtävlingarna i Nascar Cup Series, vilket gör att många namnkunniga förare gör tävlingarna attraktiva. Bilarna ser ut som cupbilarna, men är motorsvagare. 
Xfinity Series har även körts i Kanada och Mexiko.
Serien har tidigare hetat Budweiser Late Model Sportsman Series 1982 och 1983, Nascar Busch Grand National Series mellan åren 1984 och 2003, Nascar Busch Series mellan åren 2004–2007 och Nascar Nationwide Series mellan åren 2008-2014.